# Duikachtbaan
Een duikachtbaan is een achtbaantype waarbij minstens één (meestal de eerste en grootste) afdaling (zo goed als) loodrecht naar beneden gaat. De bekendste producent van duikachtbanen is Bolliger & Mabillard die een achtbaanmodel aanbiedt met als naam Dive Coaster.

## Fabrikanten

### Bolliger & Mabillard
Typisch aan duikachtbanen van B&M is dat de afdaling meestal net geen 90° is. Zo is die van Baron 1898 in de Efteling bijvoorbeeld 'slechts' 87°. Dit zou volgens de producent veel comfortabeler zijn om te ervaren.
In duikachtbanen van B&M bevindt zich boven op de afdaling ook een extra baanelement, bestaand uit een remsysteem, dat ervoor zorgt dat het voertuig nog enkele seconden bovenaan de helling blijft hangen. Het doel hiervan is om spanning op te bouwen.

### Gerstlauer
Gerstlauer produceert ook achtbanen met een val die zelfs meer dan verticaal is, de zogenaamde Euro-Fighters.

## Locaties
| Naam                         | Park                   | Locatie             | Bouwer                    | Geopend          |
| ---------------------------- | ---------------------- | ------------------- | ------------------------- | ---------------- |
| Oblivion                     | Alton Towers           | Verenigd Koninkrijk | Bolliger & Mabillard      | 14 maart 1998    |
| Diving Machine G5            | Janfusun Fancyworld    | Taiwan              | Bolliger & Mabillard      | 29 maart 2000    |
| Tower of Terror              | Gold Reef City         | Zuid-Afrika         | Giovanola & het park zelf | december 2001    |
| SheiKra                      | Busch Gardens Africa   | Verenigde Staten    | Bolliger & Mabillard      | 21 mei 2005      |
| Griffon                      | Busch Gardens Europe   | Verenigde Staten    | Bolliger & Mabillard      | 18 mei 2007      |
| Dive Coaster                 | Chimelong Paradise     | China               | Bolliger & Mabillard      | 21 januari 2008  |
| Diving Coaster               | Happy Valley Shanghai  | China               | Bolliger & Mabillard      | 16 augustus 2009 |
| Krake                        | Heide-Park             | Duitsland           | Bolliger & Mabillard      | 16 april 2011    |
| Oblivion: The Black Hole     | Gardaland              | Italië              | Bolliger & Mabillard      | 28 maart 2015    |
| Baron 1898                   | Efteling               | Nederland           | Bolliger & Mabillard      | 1 juli 2015      |
| Valravn                      | Cedar Point            | Verenigde Staten    | Bolliger & Mabillard      | 13 mei 2016      |
| Western Regions Heaven       | Happy Valley           | China               | Bolliger & Mabillard      | 10 februari 2018 |
| Draken                       | Gyeongju World         | Zuid-Korea          | Bolliger & Mabillard      | 1 mei 2018       |
| Valkyria                     | Liseberg               | Zweden              | Bolliger & Mabillard      | 10 augustus 2018 |
| Yukon Striker                | Canada's Wonderland    | Canada              | Bolliger & Mabillard      | 3 mei 2019       |
| Emperor                      | SeaWorld San Diego     | Verenigde Staten    | Bolliger & Mabillard      | 12 maart 2022    |
| Dr. Diabolical's Cliffhanger | Six Flags Fiesta Texas | Verenigde Staten    | Bolliger & Mabillard      | 30 juli 2022     |